# Maurizio Orrico
Maurizio Orrico, né à Cosenza le 10 août 1962 est un artiste italien.

## Biographie
Enfant, il s'intéresse à la photographie, à la fin de ses études il travaille avec ses parents dans la mode puis se consacre à la photographie, la peinture et la sculpture.
Au début des années 1990, il voyage en Inde et aux États-Unis, participe à ds expositions collectives et en 1994 expose chez Leo Castelli. Dans les années suivantes, il se consacre à la photographie analogique et digitale et s'intéresse à d'autres médium : art vidéo, installation, sculpture.
En 2004, il participe à l'exposition I love 3T (Talent, technologie, tolérance) lors du Futurshow 3004 Information and communications technology, Milan capitale du futur.
En 2005, il participe avec Jan Braar Christensen au BoundLess Exhibition du Stenersen Museum d'Oslo.
Au Centro d'Arte La Bussola il présente un cycle de 20 œuvres sur la thématique du clone animal.
En 2006 son solo organisé par Italo Zannier à Zero5 (Milan), est consacré à une sélection d'œuvres sur la thématique « Animalia » : bœufs, agneaux, cochons sont atrophiés, humanisés.
Il participe en 2008 à la 11e Biennale d'architecture de Venise « Out There : Architecture Beyond Building » avec la sculpture I Viaggiatori, trois figures de 6 mètres de haut réalisées en ureol, un matériel léger, résistant aux dilatations thermiques et aux agents atmosphériques.
À l'occasion de l'Exposition universelle de 2010 « Better city, better life » de Shanghai il est choisi avec Mimmo Paladino pour représenter l'Italie et il y expose deux Voyageurs rouges dans le projet An Italian garden du Pavillon Italien et dans la section Urban Best Practices Area « Sustainable Cities in Italien Style », expose la sculpture Equilibrio, un homme qui s’extirpe d'une sphère qui représente la Terre Mère.
En 2011, à la 54e Biennale de Venise, il expose une œuvre en marbre, Vuoto, 140 × 160 × 100 cm, un homme qui cherche à ressembler les débris des parties de son corps qui sont partis en éclats. L'intérieur est creusé, c’est le vide universel et absolu, le vide existentiel que nous tous éprouvons dans les moments de solitude, sans affections et sans émotions. Il expose à la Villa Torlonia un autre Viaggiatore.
La galerie Marzia Frozen de Berlin présente une série d’œuvres qui retracent son parcours artistique : peinture, photographie analogique et digital, sculpture, installation et vidéo et il participe au Celeste prize.
Pour la cathédrale de Cosenza, classée au Patrimoine de l'Unesco, il sculpte dans un seul bloc de marbre blanc une cathèdre drapée aux formes/lignes simples.
En 2013, Il sentiero evolutivo dell'anima, sculpture en ureol de 400 × 400 cm qui représente des ailes de papillons est exposée à Milan, sous le commissariat de Achille Bonito Oliva.
Le Musée Carlo Bilotti à Rome accueille en 2015 l'exposition « Light Shapes: between Berlin and Beijing », avec pour commissaire Italo Zannier.
En 2017, Vittorio Sgarbi délivre auprès du Mémorial de la Shoah de Milan dix maisons en carton pressé, imperméable, ignifugées et démontables du projet social de Maurizio Orrico, Casa del clochard.
En 2018, la galerie Sifrein présente Home is where the house is, deux maisons transparentes et éphémères, où la communication avec le monde extérieur passe uniquement par le corps. L'engagement artistique réside dans la volonté de conduire le spectateur à une plus grande conscience et respect pour l'homme et la nature. L'historien et critique d'art italien, Giovanni Lista, écrit pour le catalogue Maurizio Orrico, un artiste de l'ontogenèse.
Une large installation site-spécific, Whales will never stop singing, transforme en 2019 le contenu architectural de la galerie Sifrein à Paris. L'exposition est une réflexion sur une espèce en voie de disparition : la baleine.
A Milan, en collaboration avec Slowfood et les City Angels, il installe des Tavole di cartone pour les sans-abris dans cinquante restaurants.